# Rue du Général-Lanrezac
La rue du Général-Lanrezac est une voie du 17e arrondissement de Paris, en France.

## Situation et accès
La rue du Général-Lanrezac est une voie publique située dans le 17e arrondissement de Paris. Elle débute au 12, avenue Carnot et se termine au 17, avenue Mac-Mahon.
Le quartier est desservi par la ligne 2 à la station Ternes.

## Origine du nom
Le général Charles Lanrezac était un militaire expérimenté, quand il est nommé en avril 1914 à la tête de la 5e Armée française de mobilisation en remplacement de Gallieni atteint par la limite d'âge.
Lanrezac se rend compte dès le début aout 1914 que son armée risque de se faire encercler par trois armées allemandes. Il prend alors seul la décision, par devers Joffre, de décrocher le 23 août et de le faire si intelligemment qu'il parviendra non seulement à sauver son armée de 290 000 hommes et de 100 000 chevaux, mais même à porter un coup aux Allemands dont il sera vainqueur à Guise. En ralentissant ainsi la percée des Allemands sur Paris, il contribue indirectement à la victoire de la Marne, quelques jours plus tard.

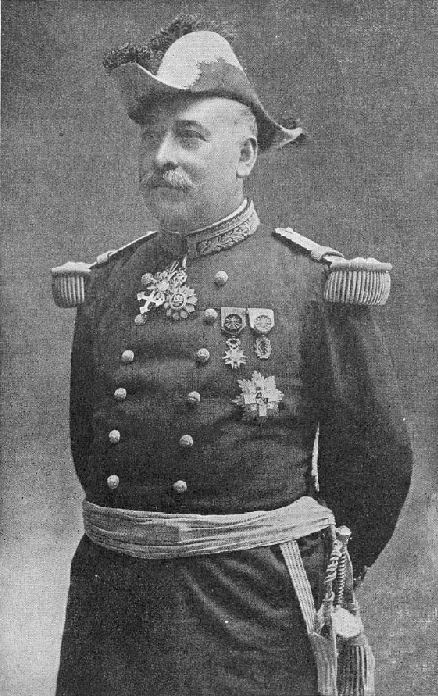
Charles Lanrezac (1852-1925).

Le 3 septembre 1914, le généralissime Joffre, qui l’accuse d’avoir mis en péril les forces françaises au début du conflit, destitue le général Lanrezac de son commandement.
On reconnaîtra bientôt, même en France, qu'il a sauvé le début de cette guerre. Il a été réhabilité en 1917, puis mis à l’honneur en 1924. On attribua son nom à cette section de la rue de Montenotte, peu après sa mort survenue le 18 janvier 1925.

## Historique

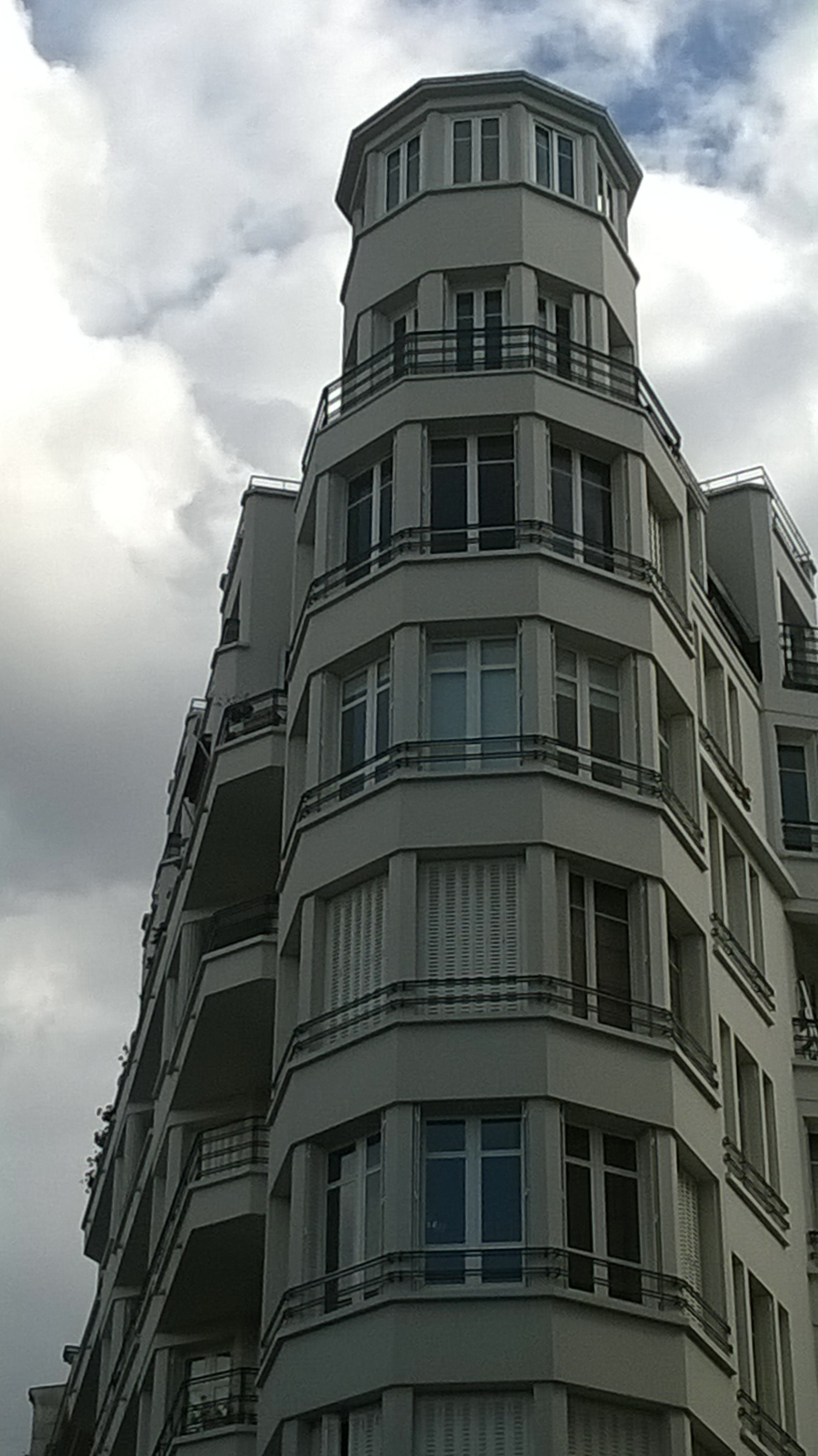
Le no 17 de la rue, au coin de l'avenue Mac-Mahon.

La rue du Général-Lanrezac était une partie intégrante de la rue Montenotte jusqu'en 1927, rue qui finissait jusqu'alors avenue Carnot. Son histoire est donc identique : en prolongation de la rue Poncelet, cette rue faisait partie de la longue rue des Dames qui reliait le quartier des Ternes à l’abbaye des Dames de Montmartre.
Au début du XVIIe siècle, les deux sections formaient la rue de la Plaine (nom qui lui venait du fait qu’elle bordait la plaine des Sablons vers la porte Maillot).
En 1867, pour assurer la symétrie de la place de l’Étoile, une partie de la rue de l'Arc-de-Triomphe a été coupée par la rue transversale qui deviendra la « rue du Général-Lanrezac ».

## Bâtiments remarquables et lieux de mémoire
- Sur l'immeuble faisant le coin avec la rue de l'Arc-de-Triomphe, on remarque une mosaïque citant Horace en latin (Satire 6, livre 2) : « Utrumne Divitiis homines, an sint virtute beati » (« Les hommes sont-ils heureux par les richesses ou par la vertu ? ».